# Girobirotonda pentagonale elongata
In geometria solida, la girobirotonda pentagonale elongata è un poliedro con 42 facce che può essere costruito, come intuibile dal suo nome, allungando una girobirotonda pentagonale, meglio nota come icosidodecaedro,  inserendo un prisma decagonale tra la due rotonde pentagonali che la compongono.

## Caratteristiche
Se tutte le sue facce sono poligoni regolari una girobirotonda pentagonale elongata è uno dei 92 solidi di Johnson, in particolare quello indicato come J43, ossia un poliedro strettamente convesso avente come facce dei poligoni regolari ma comunque non appartenente alla famiglia dei poliedri uniformi.
Per quanto riguarda i 40 vertici di questo poliedro, su 20 di essi incidono due facce pentagonali e due triangolari, mentre sugli 20 incidono una faccia pentagonale, due quadrate e una triangolare.

## Formule
Considerando una girobirotonda pentagonale elongata avente come facce dei poligoni regolari aventi lato di lunghezza {\displaystyle a}, le formule per il calcolo del volume {\displaystyle V} e della superficie {\displaystyle A} risultano essere:
{\displaystyle V={\frac {a^{3}}{6}}\left(45+17{\sqrt {5}}+15{\sqrt {5+2{\sqrt {5}}}}\right)\approx 21,5297\ldots a^{3};}
{\displaystyle A=\left(10+{\sqrt {30\left(10+3{\sqrt {5}}+{\sqrt {75+30{\sqrt {5}}}}\right)}}\right)a^{2}\approx 39,306\ldots a^{2}.}

## Poliedri correlati
Ruotando di 36° una rotonda rispetto all'altra si ottiene un'ortobirotonda pentagonale elongata, che è a sua volta un solido di Johnson.